# 退烧药

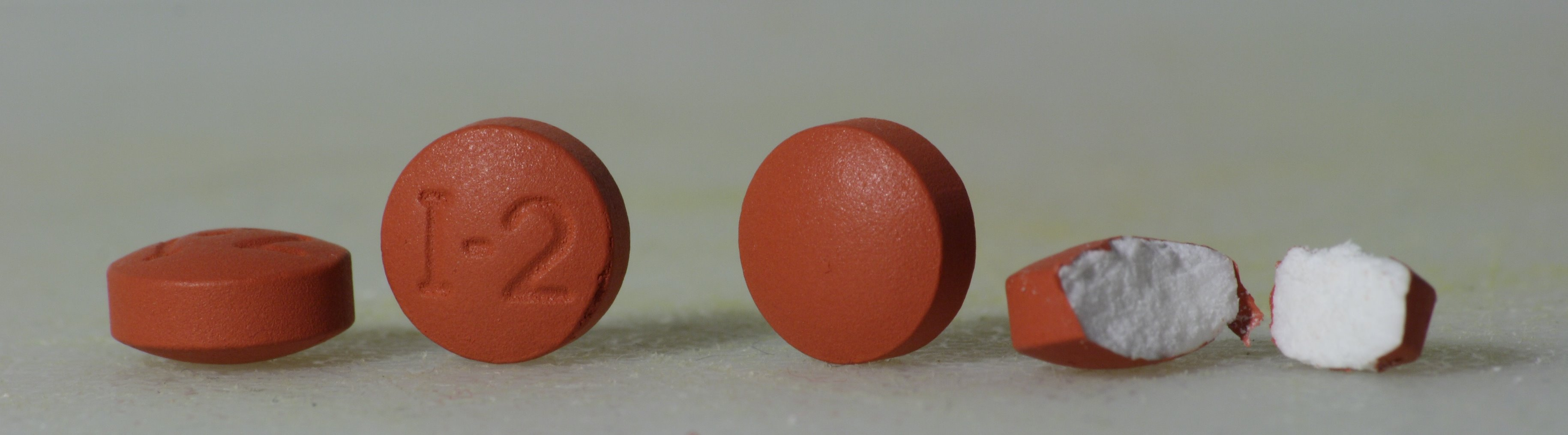
布洛芬片剂，一种常见的退热药

退烧药（antipyretic）又称退热药、解热药，是一种能降低體溫、減緩发烧症狀的藥物。大多数退热药都有其他用途。例如美国最常见的退热药通常是布洛芬和阿司匹林，它们主要是當作镇痛药來使用的非甾体抗炎药，但也具有解热作用。
由于发烧是身体免疫反应的一部分，因此对此类药物的使用存在一些争论。皇家学会发表的一项研究称，抑制发烧的做法导致美国流感死亡人数至少增加 1%，或每年有更多的人（700人左右）因此死亡。

## 药物
许多药物具有退热作用，因此可用于退烧，但不能治疗疾病，例如：
- 非甾体抗炎药，如布洛芬、萘普生、尼美舒利、阿司匹林
- 对乙酰氨基酚
- 安乃近，因為會导致嗜中性白血球低下因而在30多个国家被禁用